# De Bron (Tielt)
De Bron is een middelbare school in de Vlaamse stad Tielt. De school ontstond in 1999 na een fusie tussen de twee Tieltse katholieke aso-scholen, het Sint-Jozefscollege en het Heilige Familie-Instituut.

## Geschiedenis

### Sint-Jozefscollege

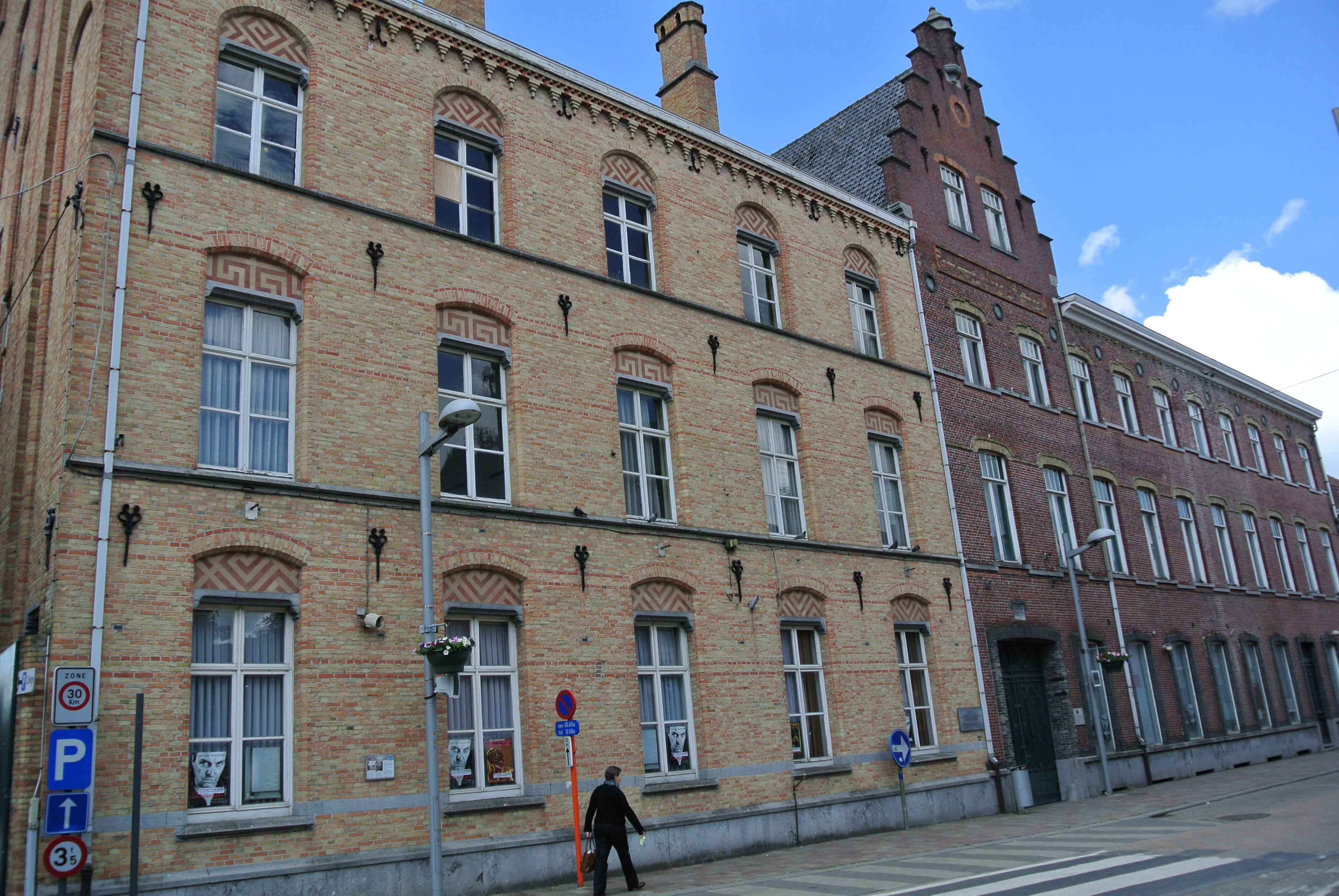
De voorgevel van de vroegere gebouwen van het Sint-Jozefscollege.

De minderbroeders stichtten in 1686 een Latijnse school in Tielt. Oorspronkelijk bevond deze school zich in de Ieperstraat, maar in 1688 nam ze haar intrek in de Kortrijkstraat. In de volksmond wordt naar de gebouwen en bijhorende site verwezen als "'t College". Tijdens de Franse Revolutie werd er een Tempel der Wet opgericht in de school. In 1841 vond de gemeentelijke lagere (kost-)school een tijdelijk onderkomen bij het college. Landbouwonderwijs werd onderdeel van de school in 1844.
Toen de minderbroeders de school verlieten in 1848 namen de priesters van het bisdom het bestuur over. Vanaf dan werd het college definitief erkend als bisschoppelijk college met stedelijk patronaat. Van 1910 tot 1940 werd er voor het onderwijs een beroep gedaan op de broeders Maristen. De algemene leiding bleef bij het bestuur van het Sint-Jozefscollege. 
Tijdens de Eerste Wereldoorlog werden de studiezalen en klaslokalen van het college ingericht als stallingen voor paarden en als bevoorradingsmagazijn van het "Allgemeines Oberkommando". De refter van de leraars deed dienst als refter, klas en studiezaal. Tijdens de Tweede Wereldoorlog was de school een toevluchtsoord voor vluchtelingen. Het werd tijdelijk ingericht als Belgisch militair hospitaal, en later bezet door de Duitsers. In 1958 verviel het stedelijk patronaat door het schoolpact.

#### Sint-Michielsinstituut

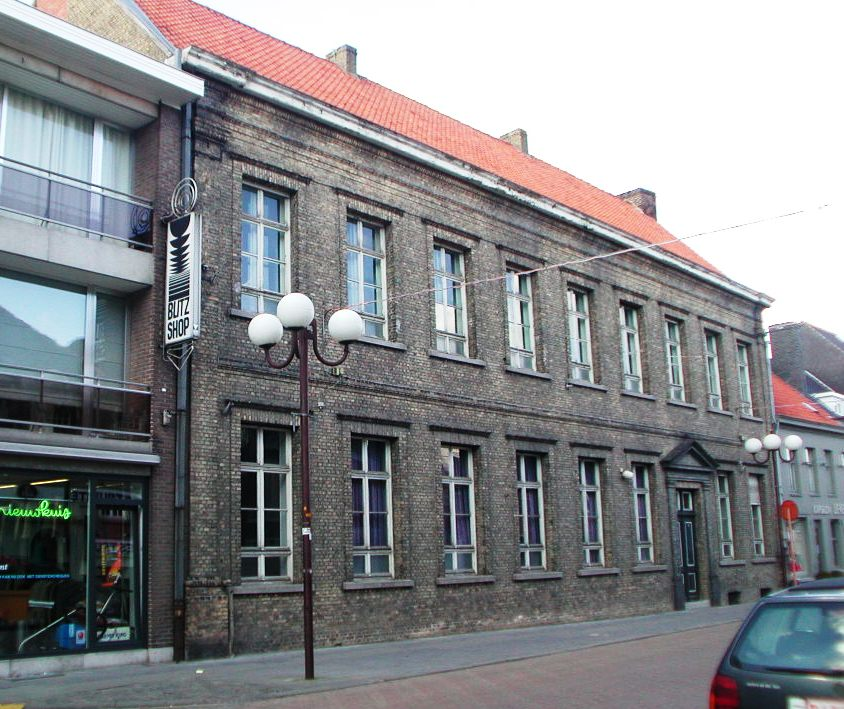
De voorgevel van het Sint-Michielsinstituut.

De minderbroeders bouwden in 1842 een nieuwe school met kapel, het "Institut Saint-François". Het was een Franse School die van 1836 tot 1866 bij het Sint-Jozefscollege hoorde. Vanaf 1882 deed het dienst als voorbereidende afdeling voor de humaniora, gekend als het "Sint-Michielsgesticht" of het Klein College met internaat. Voor de huishoudelijke taken en de ziekenzorg werd een beroep gedaan op de Zusters van het Geloof. Er werd later ook een beroep op hen gedaan hiervoor in het "Groot College". 
Van 1910 tot eind jaren 1940 werd er voor het onderwijs een beroep gedaan op de broeders Maristen, het bestuur bleef echter in handen van het Sint-Jozefscollege. Tijdens de Eerste Wereldoorlog vervulde het gebouw dezelfde functies als het Sint-Jozefscollege.

#### Andere scholen bijgevoegd bij het Sint-Jozefscollege

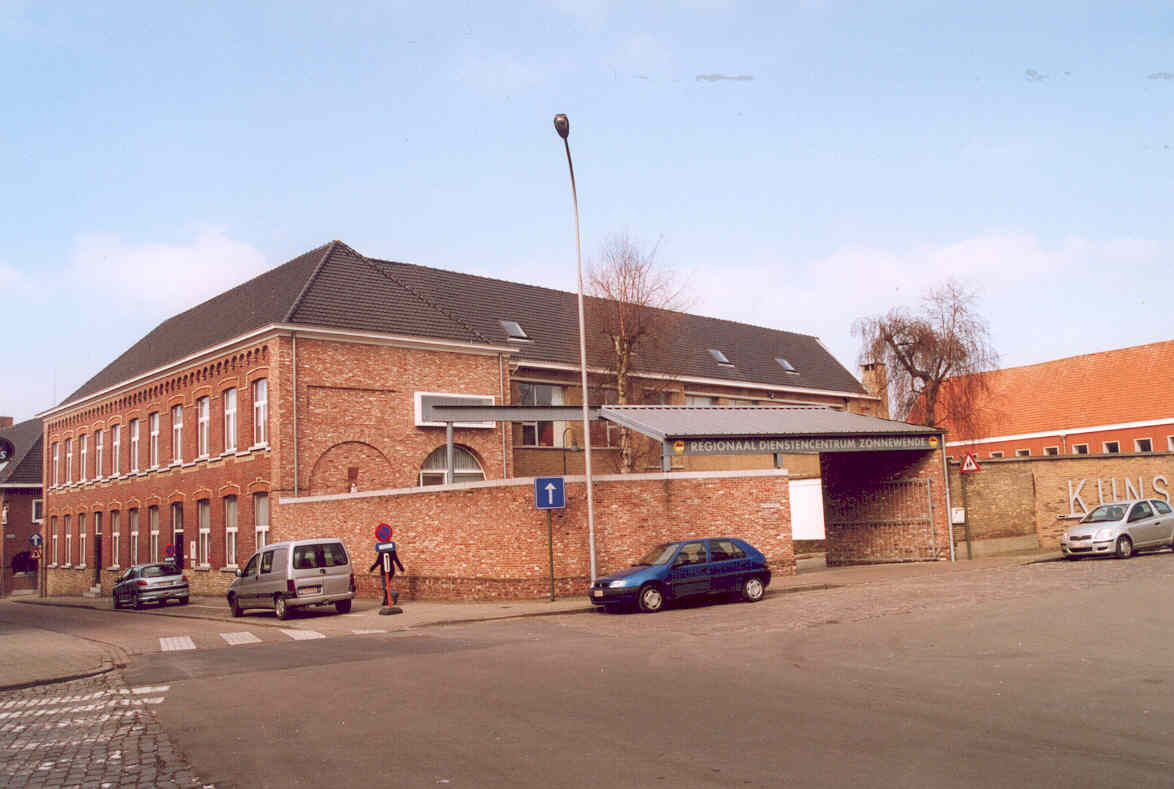
Hoofdgebouw van de voormalige Sint-Godelieveschool, nu Regionaal Dienstencentrum Zonnewende.

Traditioneel was het Sint-Jozefscollege de grootste en belangrijkste school in Tielt. Hierdoor voegden doorheen de tijd vele kleinere (jongens)scholen zich bij het instituut. Enkele Tieltse scholen die zich in de 20e eeuw bij het College voegden zijn de Waaibergschool/Onze-Lieve-Vrouwschool uit de Stationstraat (nu: Oude Stationstraat), de Sint-Godelieveschool uit de Krommewalstraat en de Sint-Pieterschool uit de Peperstraat.

### Heilige Familie-Instituut

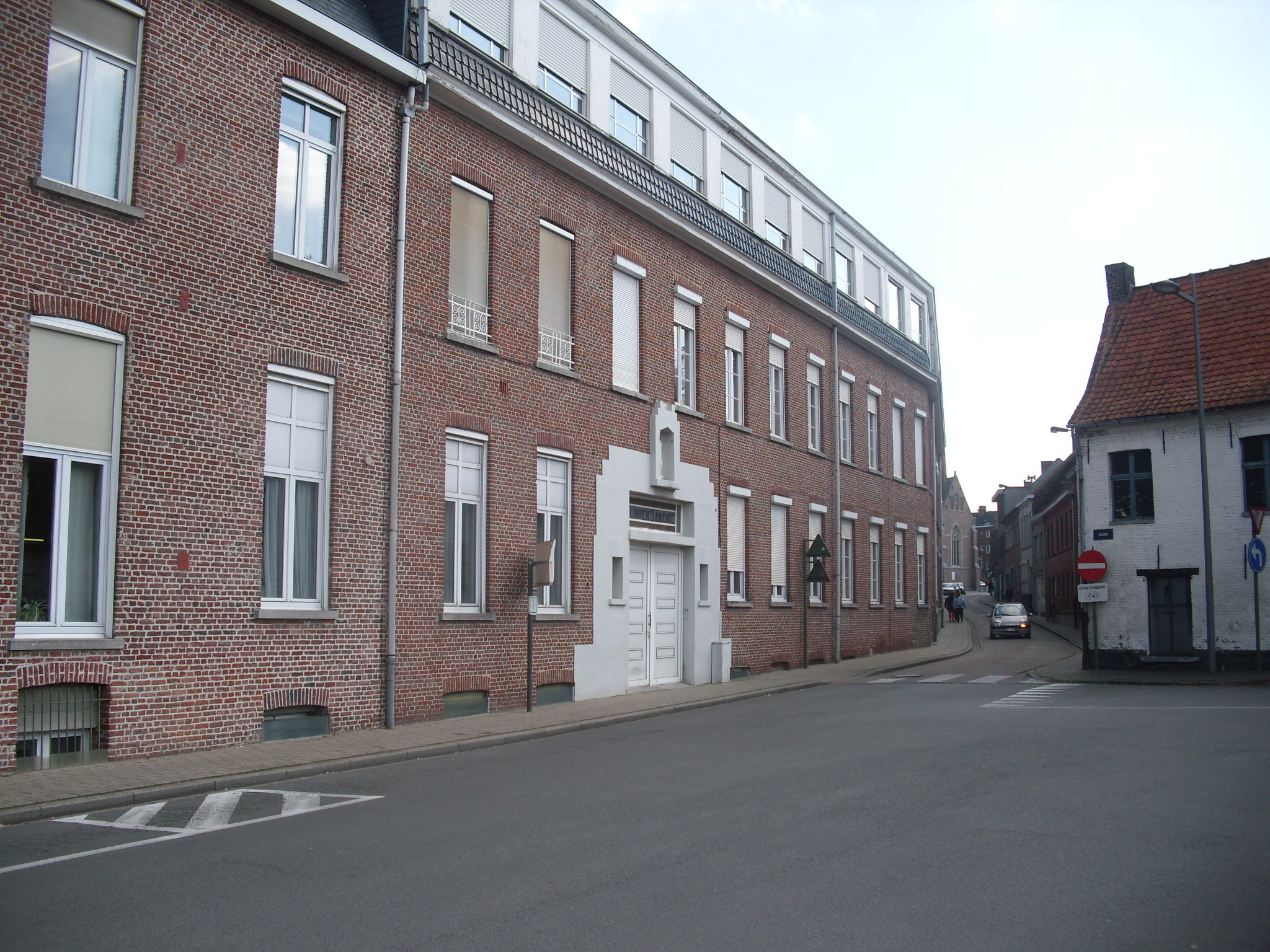
Voorgevel van de Sint-Mariaschool, nu onderdeel van het Sint-Andriesziekenhuis.

In 1829 richtten de zussen Melanie, Rosalie, Virginie en Henriette Van Biervliet uit Izegem een lagere meisjeskostschool in. Ze was gevestigd in een hoekpand van de Karnemelkstraat en de Hoogstraat. Ze namen in 1838 intrek in de nieuw gebouwde "Sinte-Mariaschool" op de hoek van de Krommewalstraat en de Kerkstraat. Het is hier waar vanaf 1849 bovenop het basis- en middelbaar onderwijs ook de eerste West-Vlaamse vrije lagere normaalschool voor meisjes ontstond. In 1856 legden drie zussen hun kloostergeloften af. Ze stichtten de "Congregatie van de Heilige Familie". De school werd even later Instituut van de Dames Van Biervliet genoemd. Uiteindelijk kreeg de school de naam van de congregatie: Heilige Familie-Instituut. 
In de loop van de 19e eeuw werden bijhuizen geopend in Brussel en Leuven. Er werd in 1884 naast een betalende lagere jongensschool ook een kosteloze lagere meisjesschool geopend. In 1886 werd een vrije middelbare normaalschool bij het instituut gevoegd door overste Justine De Monie, de eerste in het land. Drie jaar later kreeg de lagere meisjesschool een huishoudklas als bovenbouw.

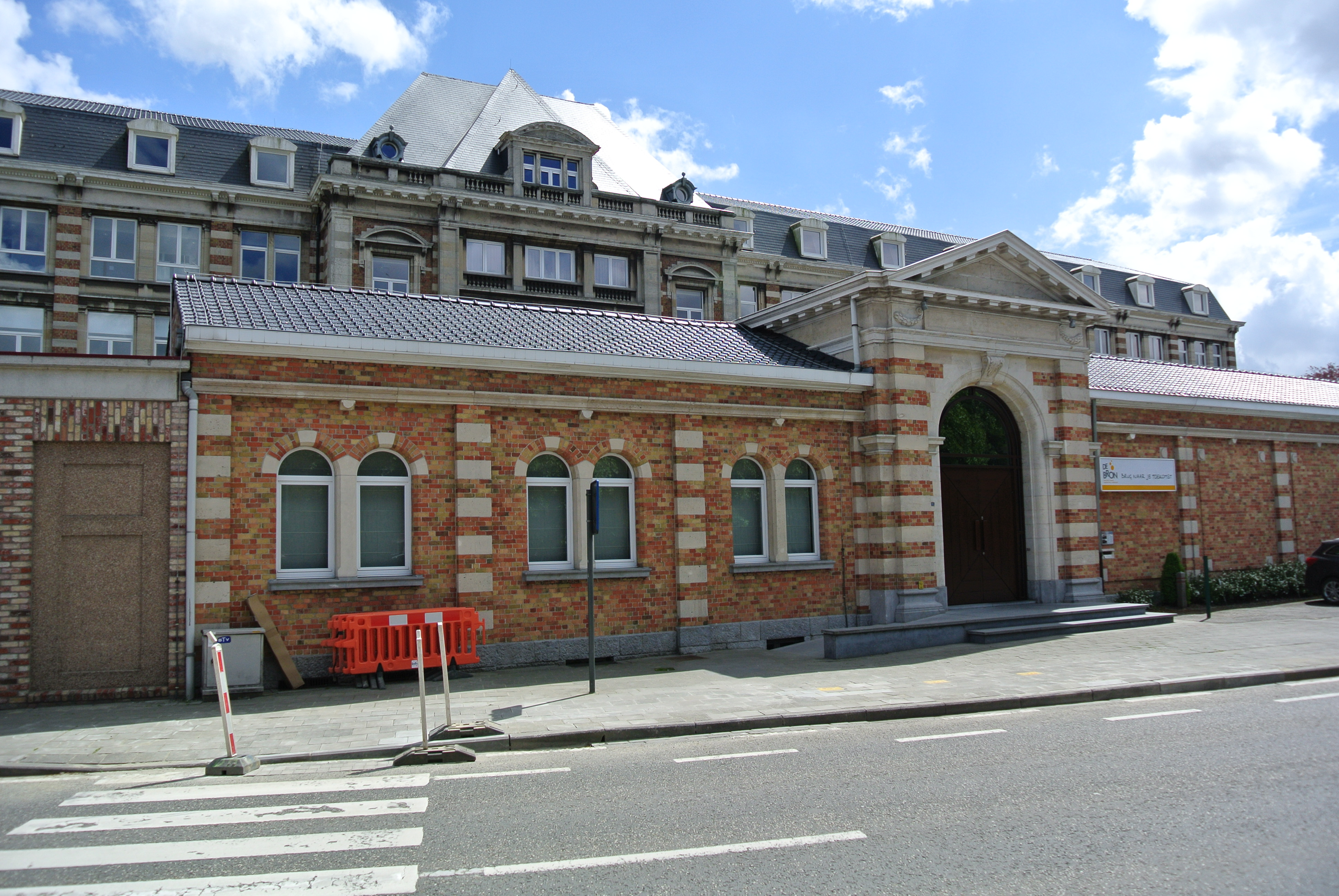
In 1913 bouwde het Heilige Familie-Instituut een imposant schoolgebouw. Tegenwoordig is het de thuis van De Bron.

In 1913 werd aan het Hulstplein op het terrein "De Witte Kave" een imposant eclectisch school- en kloostercomplex opgetrokken met neogotische kapel. Nog vóór de officiële opening deed het complex tijdens de Eerste Wereldoorlog dienst als "Ludwigskazerne", met onder meer badinrichting of "Badeanstalt" en burgerlijke gevangenis. In 1920 nam de school zijn intrek in de nieuwe gebouwen; tot vandaag wordt hiernaar verwezen in de volksmond als "De Dammen". Uit de oude schoolgebouwen ontstond het huidige Sint-Andriesziekenhuis. 
Tijdens de Tweede Wereldoorlog werd het schoolcomplex omgevormd tot militair hospitaal. Een jaar na het einde van de oorlog moest de aangrenzende kapel worden gesloopt voor de bouw van de woning van de geestelijk bestuurder van de school. Deze kapel, gebouwd in 1898, werd vervangen door een kleinere kapel, de Sint-Antoniuskapel, in 1949 net naast het voorgebouw van het instituut. In 1951 kwam er een uitbreiding met een moderne humaniora, een jaar later volgde een kleuternormaalschool. In 1999 verlieten de zusters het schoolcomplex en ze vormden de communiteit "Zonhove" met vestiging vlak bij het schoolgebouw. Na de fusie met het Sint-Jozefscollege behield de basisschool de benaming Heilige Familie.

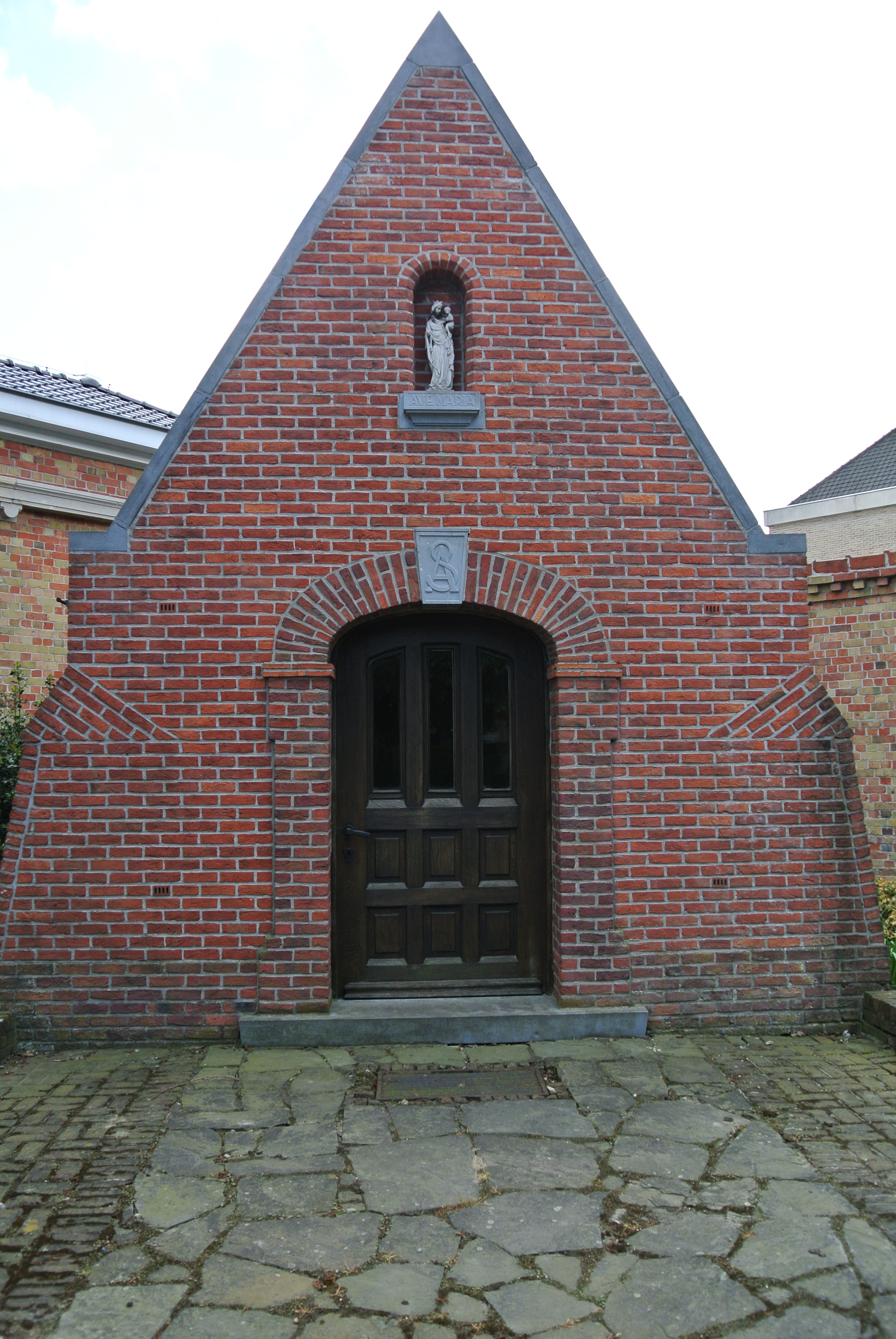
De in 1949 gebouwde Sint-Antoniuskapel rechts van de huidige hoofdingang.

### De Bron
In 1999 fuseerden het Sint-Jozefscollege en het Heilige Familie-instituut. De school onderwees enkel nog maar algemeen secundair onderwijs en nam zijn intrek in het gebouw van de Heilige Familie aan het Hulstplein. 
De Bron neemt deel aan heel wat internationale initiatieven zoals Erasmus+, European Youth Parliament, Buurklassen en Model United Nations. In 2021 kreeg de school de ‘Climate Action Project School of Excellence’-award als één van slechts 250 scholen wereldwijd.

## Bekende alumni
De volgende personen hebben op het Sint-Jozefscollege, Heilige Familie-Instituut of De Bron gezeten.
- Aloys Van de Vyvere, politicus, minister en premier van België
- Godfried Danneels, geestelijke, kardinaal, bisschop en aartsbisschop
- Els De Rammelaere, politicus, schepen en burgemeester van Tielt en lid van de Kamer van volksvertegenwoordigers
- Luc De Rammelaere, politicus, schepen in Tielt en arrondissementscommissaris
- Hilde De Baerdemaeker, actrice
- Cyriel Verschaeve, priester, dichter, toneelschrijver
- Ludo Martens, activist, stichter Partij van de Arbeid
- Léonce du Castillon, drukker, uitgever, redacteur
- Alfons Depla, arts, politicus, activist
- Paul Bekaert, advocaat
- Kurt Martens, hoogleraar
- Carl Devos, hoogleraar, politicoloog
- Herman Verschelden, theaterdirecteur, regisseur, acteur
- Evy Gruyaert, radio- en televisiepresentatrice
- Mathias Sercu, acteur
- Pieter Lesaffer, redacteur
- Brecht Warnez, Vlaams Parlementslid